# 小行星3978
小行星3978（英語：3978 Klepesta）是一颗围绕太阳公转的小行星。1983年11月7日，茲丹卡·瓦弗洛娃在克列特发现了此天体。
这颗小行星的绝对星等为241.26466等。